# Општина Чилиени (Олт)
Чилиени (рум. Cilieni) општина је у Румунији у округу Олт.
Oпштина се налази на надморској висини од 49 m.